# Skazanie (powieść)
Skazanie – polski thriller prawniczy autorstwa Remigiusza Mroza. Powieść jest pietnastą częścią serii o adwokat Joannie Chyłce i Kordianie Oryńskim. Została wydana nakładem wydawnictwa Czwarta Strona 23 marca 2022 roku.

## Odbiór
Powieść zdobyła średnią ocenę 6.9/10 na portalu Lubimy Czytać, przy 4014 ocenach. Użytkownicy serwisu napisali ponad 400 opinii o książce.

## Wyróżnienia
- 2022: Książka roku Lubimyczytać.pl w kategorii „Kryminał, sensacja, thriller”[4]